# Sylvia Hoeks
Sylvia Gertrudis Martyna Hoeks (Maarheeze, 1 juni 1983) is een Nederlandse actrice en voormalig fotomodel. Hoeks is voornamelijk bekend door haar rol als Iris Hoegaarde in de serie Overspel (2011-2015). Internationaal werd zij beroemd door de rol van Luv in Blade Runner 2049 (2017).

## Loopbaan
Op veertienjarige leeftijd deed de Brabantse actrice mee aan een modellenwedstrijd van Elite Model. Ze werd gescout en reisde een aantal jaar door heel Europa voor modellenwerk. Naast haar werk als model rondde ze in 2001 haar vwo-opleiding af. In 2002 deed ze auditie bij de toneelscholen van Amsterdam en Maastricht. Bij alle twee werd ze aangenomen maar ze koos uiteindelijk voor Maastricht. In 2004 kreeg Sylvia de hoofdrol in de telefilm Staatsgevaarlijk (NPS). In 2005 speelde ze de maîtresse van Martin Morero in Gooische Vrouwen en had ze een rol in de veelbekeken televisieserie Vuurzee als Sonja Looman op Nederland 3 (VARA).
Haar definitieve doorbraak in Nederland beleefde ze in 2007 met de rol van 'het meisje' in de film Duska, geregisseerd door Jos Stelling. Daarvoor ontving ze haar eerste grote prijs: een Gouden Kalf op het Nederlands Film Festival. Vervolgens speelde ze verscheidene grote rollen in Nederlandse speelfilms. Zo speelde ze onder meer de rol van Zeeuwse boerendochter Julia in het drama De Storm over de watersnood van 1953 en de titelrol in Tirza in de verfilming van de gelijknamige roman van Arnon Grunberg.
Tussen 2010 en 2012 speelde ze de rol van Antje Zwager in de dramaserie Bloedverwanten (AVRO). In 2011 speelde ze de hoofdrol in het VARA thrillerdrama Overspel, met Fedja van Huêt en Ramsey Nasr. In 2015 was het derde en laatste seizoen van de serie op televisie.
In 2013 had ze haar eerste internationale hoofdrol naast acteur Geoffrey Rush in de film The Best Offer, onder regie van Oscarwinnaar Giuseppe Tornatore.
In 2014 acteerde ze in een Duitse arthouseproductie en een Deense productie. In 2015 nam Sylvia een rol op voor de internationale actiethriller Renegades, die werd geproduceerd door Luc Besson. Vanaf 2016 brak Hoeks internationaal door: ze speelde onder meer samen met Harrison Ford in de door Denis Villeneuve geregisseerde film Blade Runner 2049 die in 2017 is uitgekomen.

## Filmografie

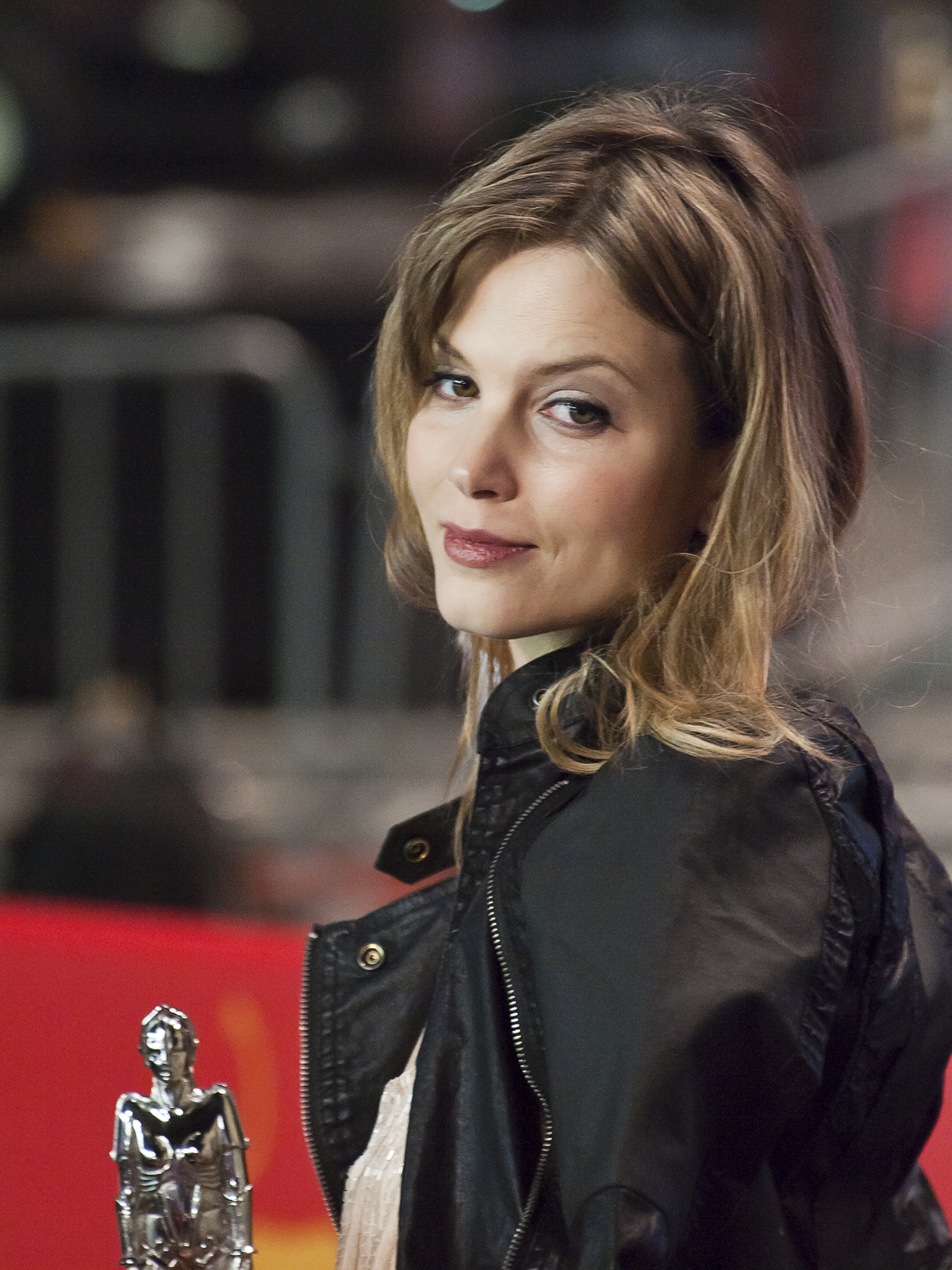
Hoeks (Berlijn, 2011)

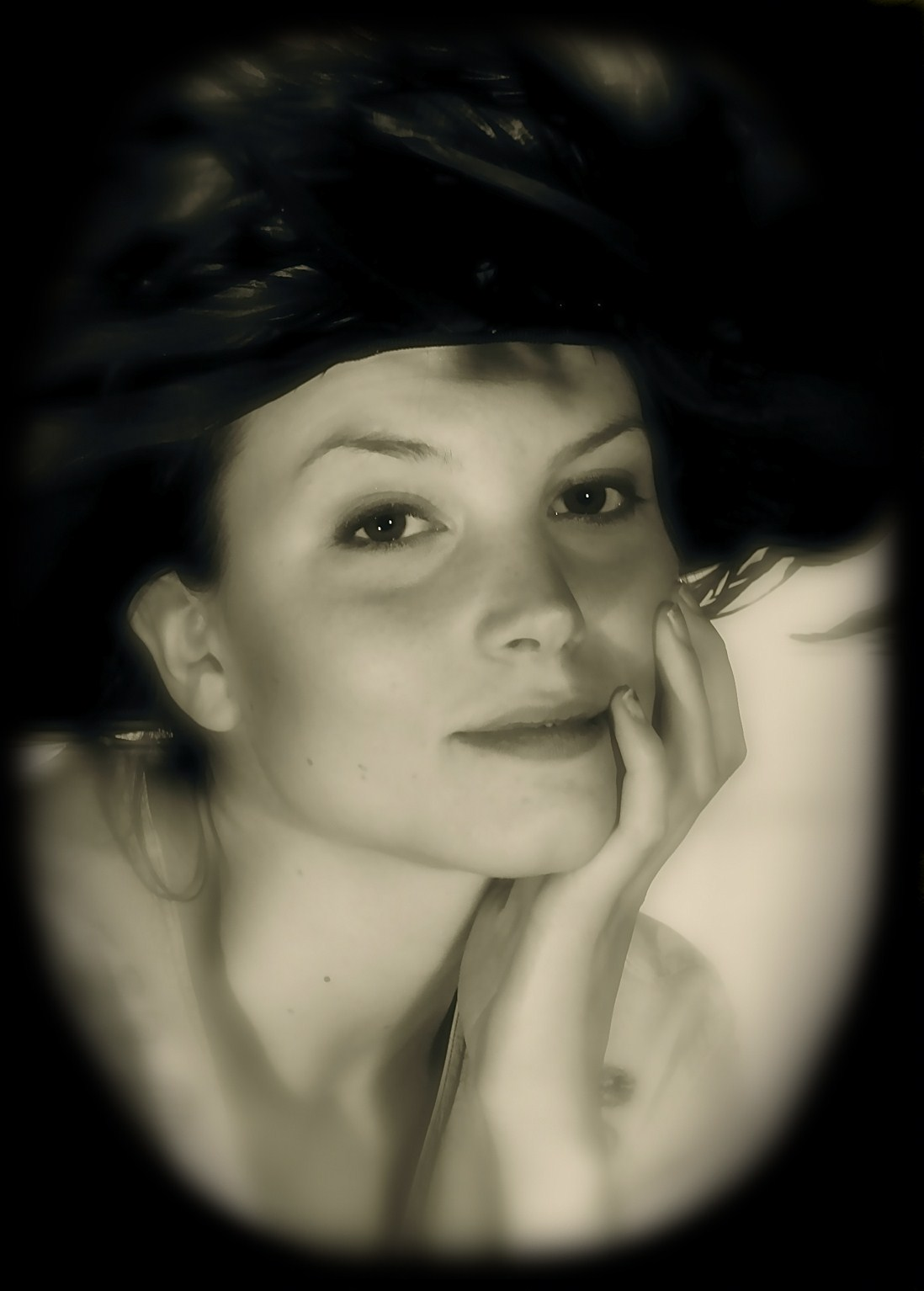
Hoeks (2009)

## Nominaties en prijzen
| Jaar | Categorie                 | Genomineerde werk     | Prijs                                     |
| ---- | ------------------------- | --------------------- | ----------------------------------------- |
| 2010 | Beste vrouwelijke bijrol  | Tirza                 | Nederlands Film Festival                  |
| 2011 | Beste Nederlandse Actrice | Tirza                 | Rembrandt Award                           |
| 2013 | Best Actress              | Het meisje en de dood | Milano International Film Festival Awards |
| 2014 | Beste Nederlandse Actrice | Bro's Before Ho's     | Rembrandt Award                           |

| Jaar | Categorie                                | Genomineerd werk | Prijs                                       |
| ---- | ---------------------------------------- | --- | ------------------------------------------- |
| 2007 | Beste vrouwelijke bijrol                 | Duska | Gouden Kalf op het Nederlands Film Festival |
| 2010 | Best Actress                             | De storm | Zilveren Dolfijn                            |
| 2010 | n.v.t.                                   | Tirza (gedeeld met Rudolf van den Berg, San Fu Maltha, Johanna ter Steege en Abbey Hoes)                                             | Gouden Film                                 |
| 2011 | n.v.t.                                   | De bende van Oss (gedeeld met André van Duren, Matthias Schoenaerts, Daan Schuurmans, Guurtje Buddenberg en Matthijs van Heijningen) | Gouden Film                                 |
| 2011 | EFP Shooting Star                        | n.v.t. | Internationaal filmfestival van Berlijn     |
| 2014 | Sylvia Kristel Award                     | n.v.t. | Film by the Sea                             |
| 2014 | Best Actress in Gutbuster Comedy Feature | Bro's Before Ho's | Austin Fantastic Fest                       |